# Aenne Burda
Aenne Burda, nata Anna Magdalene Lemminger (Offenburg, 28 luglio 1909 – Offenburg, 3 novembre 2005), è stata un'editrice tedesca. È stata editrice del Gruppo Burda. È considerata uno dei simboli del miracolo economico tedesco.

## Biografia
Aenne Burda nacque a Offenburg, nell'Impero germanico. Scelse il nome "Aenne" a causa della famosa canzone Ännchen von Tharau. Era figlia di un fuochista per locomotive a vapore utilizzate sulle ferrovie tedesche. Lasciò la scuola superiore del convento a 17 anni e divenne cassiera presso la compagnia elettrica di Offenburg. Nel 1930 conobbe lo stampatore ed editore Franz Burda, figlio di Franz Burda, fondatore della tipografia Burda. La coppia si sposò un anno dopo, il 9 luglio 1931. Ebbero tre figli, Franz (1932-2017), Frieder (1936–2019) e Hubert (1940). Era la suocera dell'attrice Maria Furtwängler.
Burda fondò due fondazioni caritatevoli, sostenendo rispettivamente giovani accademici e anziani nella sua città natale di Offenburg.
Aenne Burda morì nella natìa Offenburg, in Germania, all'età di 96 anni, per cause naturali.

### Carriera
Aenne e suo marito contribuirono ad espandere l'azienda di famiglia nelle riviste femminili. Nel 1949 Aenne Burda fondò una casa editrice di riviste di moda nella sua città natale Offenburg. Lo stesso anno cominciò a pubblicare la rivista Favorit, in seguito rinominata Burda Moden. Il primo numero della rivista Burda Moden fu pubblicato nel 1950 con una tiratura di 100 000 copie. Divenne popolare nel mercato dopo il 1952, quando iniziò ad abbinare alla rivista cartamodelli per realizzare alcuni dei vestiti illustrati nei servizi di moda. Nel 1987 Burda Moden divenne la prima rivista occidentale pubblicata in Unione Sovietica. Burda Fashion è attualmente pubblicata in 90 paesi in 16 lingue diverse.
Nel 1977 lanciò la rivista Burda CARINA, una rivista di moda rivolta ad un pubblico femminile più giovane.

## Filmografia
- Aenne Burda - La donna del miracolo economico (Aenne Burda: Die Wirtschaftswunderfrau), regia di Francis Meletzky – miniserie TV (2018)